# 10 mijl (atletiek)
De 10 Engelse mijl, veelal 10 miles genoemd, is een veel gelopen afstand van 16,1 kilometer bij wegwedstrijden in de atletiek. Hoewel deze afstand niet officieel erkend is door de IAAF, worden besttijden en recordtijden wel opgenomen in de meeste tabellen. 
Het wereldrecord bij de mannen is sinds 4 september 2005 in handen van Haile Gebrselassie met een tijd van 44.23. Caroline Chepkoech Kipkirui verbeterde op 9 februari 2018 het wereldrecord bij de vrouwen naar 49.29, tijdens de halve marathon van Ras al-Khaimah.
Het officieuze Nederlandse record is in handen van Marti ten Kate. Hij liep een tijd van 46.06 tijdens de Dam tot Damloop in 1991. In 2017 liep de Nederlander Abdi Nageeye een tijd van 46.26 tijdens de Tilburg Ten Miles. In 2019 verbeterde Khalid Choukoud (eveneens in Tilburg) deze tijd met 46.18.

## Bekende wedstrijden
Enkele bekende 10 miles wedstrijden in België en Nederland zijn:
- Tilburg Ten Miles
- Dam tot Damloop (Amsterdam - Zaandam)
- Antwerp 10 Miles
- Oostende-Brugge Ten Miles

In Portsmouth (Verenigd Koninkrijk) wordt jaarlijks de Great South Run gehouden.